# 成田香織
成田 香織（なりた かおり、1978年1月24日 - ）は、名古屋を拠点に活動するフリーアナウンサー。元東海ラジオ放送アナウンサー。

## 人物
三重県桑名市出身。2002年、デビュー。タレント時代は、NTC事務局に所属、東海ラジオ放送に出向。東海ラジオで初めてアナウンサーとして声が放送されたのは、2007年11月上旬の中日新聞ニュースであった。2017年3月31日をもって東海ラジオとの専属契約が満了となったが、同年4月以降もフリーアナウンサー・パーソナリティーとして現在の東海ラジオの担当番組に出演する一方で、2018年4月からはCBCラジオの番組にも出演を開始している。

## 現在の担当番組
- 生活情報〜歯お元気ですか〜（TOKAI RADIO、月曜『Paradise』内）
- SKE48 1+1は2じゃないよ!（TOKAI RADIO）

## 過去の担当番組
- 日替わりラジオ コレカラ（月・火曜担当[2]）
- タクマのHAPPY TIMES!!（金曜担当[3]）
- 天野良春"リアル"（土曜6時30分 - 9時00分、2008年4月5日 - 2014年9月27日） - アシスタント
- ミュージックカフェ（土曜12時15分 - 12時30分）
- 弁護士法人リーガルセンター 法律相談（木曜9時35分 - 9時40分、「かにタク言ったもん勝ち」内）
- サンデーミュージック（日曜5時35分 - 5時45分）
- 2COOL!内･中日新聞ニュースヘッドライン・天気予報（2007年度のみ。水曜）
- 幸福ラジオ RE-SET!（日曜 18時00分 - 21時00分）
- USENpresentsウィークリーグルメGyaO（土曜12時00分 - 12時15分）
- 山浦ひさし 月ROCK!!!!!! （月曜18時00分 - 20時00分）
- モーニングテラス
- 民話のこばこ
- No idea!?
- 松原敬生の日曜も歌謡曲（2012年10月7日 - 2017年3月19日）
- 歌謡ステーション
- なごみゅーじっく
- 杉浦かつよのDO CAFEトーク
- お墓の学校（水曜、『タクマのHAPPY TIMES!!』内）
- RUSH HOUR〜日本の歌〜
- Dr.Leeのヴェリテ ビューティークリニック（木曜、『タクマのHAPPY TIMES!!』内）
- 高井一 スイッチ・オン!（土曜、8時00分 - 9時00分）
- 安藤勝之の明るい街づくり（土曜、5時45分 - 5時55分）
- 高橋佳延 家づくりズバリ！納得塾（CBCラジオ）
- 高橋佳延・家づくり御指南番（『きくち教児の楽気!DAY』→『Saturday Flavor』内）

など

## CM
過去のものも含む
- ユニモール ※不定期
- トヨタカローラ三重 ※不定期
- トヨタカローラ岐阜 ※不定期
- 興和ホーム
- ファミリーカーショップ
- グルメGyaO
- 文化シヤッター
- ナリタ
- 尾張名古屋 長崎堂
- 新日本ガス
- 名古屋観光ホテル ※不定期
- 寒狭川広見ヤナ
- アディーレ法律事務所
- ナゴヤハウジングセンター
- キリンビバレッジ 東京ディズニーリゾートドリームパーティーキャンペーン（2012年）
- 緑屋老舗

など

## エピソード
- 趣味は芸術鑑賞、天体観測。自身が担当する「日替わりラジオ コレカラ」では「香織の空物語」（火曜）という空、星、天気、季節にまつわる話をするコーナーを持っている。
- 番組内に登場するキャラクターの声を担当することが多く、「源石和輝 音楽博覧会」の公式キャラクター「おんぱくん」や「なごみゅーじっく」の「なごコロ助」などの声で番組に登場している。
- アナウンサーページの大澤広樹の日記（2007年10月23日更新）によると、過去に東海ラジオでアルバイトの経験があるとのこと。
- 新幹線好きという[4]。
- 読売ジャイアンツの立岡宗一郎コーチはいとこに当たる。